# 3485 Barucci
3485 Barucci (1983 NU) là một tiểu hành tinh vành đai chính được phát hiện ngày 11 tháng 7 năm 1983 bởi Bowell, E. ở Flagstaff (AM).